# Canton de Poilly
Le canton de Poilly est une ancienne division administrative française du district de Gien situé dans le département du Loiret.

## Histoire
Le canton est créé le 10 février 1790 sous la Révolution française.
Entre 1790 et 1794, Autry et Autry-la-Ville fusionne.
Le canton disparaît en 1801 (9 vendémiaire, an X) sous le Premier Empire ; Autry est reversé dans le canton de Châtillon-sur-Loire ; Saint-Brisson, Poilly et Saint-Martin intègrent le canton de Gien.

## Géographie
Le canton de Poilly comprend les cinq communes suivantes : Autry, Autry-la-Ville, Poilly, Saint-Brisson et Saint-Martin.